# Epicauta proscripta
Epicauta proscripta là một loài bọ cánh cứng trong họ Meloidae. Loài này được Pinto miêu tả khoa học năm 1980.